# Selatosomus pecirkanus
Selatosomus pecirkanus là một loài bọ cánh cứng trong họ Elateridae. Loài này được Reitter miêu tả khoa học năm 1910.